# NGC 7800
NGC 7800 (другие обозначения — PGC 73177, UGC 12885, MCG 2-1-7, ZWG 433.12, KUG 2357+145, IRAS23570+1431) — галактика в созвездии Пегас.
Этот объект входит в число перечисленных в оригинальной редакции «Нового общего каталога».